# Scharnhorst
De Scharnhorst was een Duits slagschip van de Kriegsmarine en naamschip van de Scharnhorstklasse. Het schip was genoemd naar het vlaggenschip van admiraal Maximilian von Spee en indirect naar de Pruisische generaal Gerhard von Scharnhorst. De Scharnhorst werd op 7 januari 1939 in dienst genomen.
Op grond van het Verdrag van Versailles mocht Duitsland na de Eerste Wereldoorlog geen slagschepen bouwen, maar het Brits-Duits vlootverdrag van 18 juni 1935 gaf meer ruimte. De Scharnhorst en haar zusterschip Gneisenau waren toen al in aanbouw, als voortzetting van de pantserkruisers van de Deutschlandklasse. Volwaardige artillerie voor slagschepen was niet tijdig beschikbaar en tegenstanders classificeerden ze soms als slagkruisers. Ze kregen echter wel de pantsering en hoge snelheid van slagschepen.
De Scharnhorst opereerde vanaf het begin van de Tweede Wereldoorlog tot in februari 1942 samen met haar zusterschip Gneisenau. Ze kregen hun vuurdoop tijdens een aanval in november 1939 op de Britse 'Northern patrol', waarbij ze een hulpkruiser vernietigden. Tijdens de Noorse invasie in april 1940 konden ze de landingen in Narvik en Trondheim dekken door de Britse slagkruiser Renown weg te lokken van de Noorse kust. Op het einde van de Noorse campagne boekten beide schepen een groot succes door bij een uitval het Britse vliegkampschip Glorious tot zinken te brengen. Op het hoogtepunt van de Slag om de Atlantische Oceaan ondernamen de Scharnhorst en Gneisenau een twee maanden durende raid tegen de konvooiroutes op de Noord-Atlantische en Midden-Atlantische Oceaan, waarbij ze gezamenlijk 22 koopvaarders vernietigden of buitmaakten. Daarna lagen beide schepen lang in reparatie in het Franse Brest. Via de gedurfde Operatie Cerberus keerden alle Duitse schepen te Brest via het Kanaal terug naar Duitsland, met de bedoeling om de Duitse vloot in Noorwegen te gaan versterken. De Scharnhorst liep tijdens die operatie op twee zeemijnen en was tot december 1942 in reparatie. Begin 1943 werd de Scharnhorst naar Noorwegen verlegd uit voorzorg tegen een eventuele geallieerde invasie aldaar, en om tegen de arctische konvooien te opereren. Op 26 december 1943 ging de Scharnhorst ten onder in de Zeeslag bij de Noordkaap, in het laatste grote gevecht tussen slagschepen in Europa.

## Ontwerp en bouw
Het ontwerp en de bouw van de Scharnhorst en Gneisenau had een lange voorgeschiedenis. In 1934 werd in het kader van het bewapeningsplan van de zojuist aangetreden NSDAP-regering toestemming gegeven voor de bouw van twee extra schepen van de 10.000-tons Deutschland-klasse. De Kriegsmarine wenste echter grotere schepen, die niet door het Verdrag van Versailles toegelaten waren. Aangezien Hitler in zijn buitenlandpolitiek een confrontatie met Engeland vermeed, stond hij zeer weigerachtig tegenover die wensen. Als compromis werd overeengekomen twee 19.000-tons schepen te bouwen die qua grootte en bewapening gelijk waren aan de Deutschlands. Het extra gewicht was voor pantsering. Nadat de kiel werd gelegd van het eerste schip kon Raeder er Hitler van overtuigen de bewapening van de schepen te vergroten van twee naar drie 28 cm geschutstorens, waardoor het gewicht toenam tot 26000 ton. De bouw werd stopgezet en werd pas hervat na het Brits-Duits vlootverdrag van 1935, waarbij veel beperkingen van het Versailles-verdrag opgeheven werden. Uiteindelijk vond de nieuwe kiellegging plaats op 16 mei 1935. Op 3 oktober 1936 werd het schip te water gelaten. Het schip werd op 7 januari 1939 in dienst gesteld door kapitein Otto Ciliax.

De bewapening was lichter dan gebruikelijk voor slagschepen in die tijd: men gebruikte de licht verbeterde 28 cm-kanonnen die al gepland waren voor de opvolgers van de Deutschlandklasse. Een nieuw kanon van 38 cm zou niet op tijd gereed zijn. In het Plan Z van februari 1939 om een Duitse Kriegsmarine op te bouwen die het tegen Engeland kon opnemen, was de herbewapening opgenomen van deze schepen met kanonnen van 38 cm. Door het uitbreken van de Tweede Wereldoorlog werden die plannen niet uitgevoerd. De drie geschutstorens met de zware artillerie werden aangeduid met de namen Anton, Bruno en Caesar. Ook de secundaire bewapening was niet modern: de Duitsers ontwikkelden geen 'dual purpose'-kanon dat zowel tegen lucht- als zeedoelen gebruikt kon worden, en daardoor was er een aparte secundaire bewapening van 15 cm-kanonnen tegen zeedoelen en 10 cm zwaar luchtafweergeschut. Daarenboven stonden vier van de 15 cm-kanonnen in verouderde opstellingen zoals gebruikt in de Deutschlandklasse, waarbij de munitieaanvoer manueel gebeurde in plaats van via een munitielift zoals bij de andere, op barbettes geïnstalleerde geschutstorens. Zoals op alle schepen van de Kriegsmarine bestond de middelzware en lichte luchtafweer uit dubbelloops 3,7 cm en enkelloops 2,0 cm geschut.

Pantsering Scharnhorst

In het buitenland, vooral in Groot-Brittannië, werden de schepen vanwege het lichtere kanon beschouwd als een nieuw type slagkruiser, maar de Duitse marine sprak zelf consequent van Schlachtschiffe. Qua grootte (bijna 35.000 longton) en bepantsering waren het inderdaad slagschepen. De pantsering van het gordelpantser was 350 mm dik en de voorkanten van de geschutstoren hadden 360 mm pantsering, maar het pantserdek was slechts 105 mm dik en bevond zich twee dekken lager dan het batterijdek, zodat veel uitrusting op deze tussenliggende dekken kwetsbaar was voor vijandelijk vuur. De pantsering van de commandotoren was 350 mm, de zijkanten van de geschutstorens 200 mm en de achterkant 350 mm.

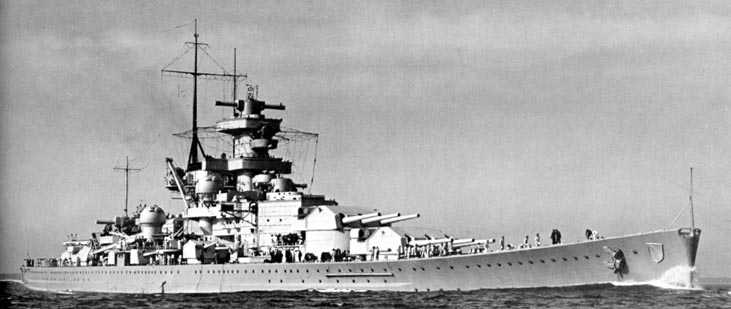
De Scharnhorst met rechte boeg en hoofdmast achter de schoorsteen.

De voorgaande Deutschlandklasse schepen waren veel kleiner en waren uitgerust met een innovatieve dieselaandrijving. De Scharnhorst had drie keer zoveel vermogen nodig als de Deutschlands en dat kon met de toenmalige stand van techniek nog niet door dieselmotoren geleverd worden. Het alternatief waren stoomturbines, en de Kriegsmarine experimenteerde met stoomketels en turbines die in plaats van natte stoom, oververhitte stoom gebruikten. Men hoopte dat deze voortstuwingsinstallaties kleiner, lichter en economischer in verbruik waren. De machines met oververhitte stoom produceerden inderdaad het gewenste vermogen, maar ze waren heel onbetrouwbaar en lastig in onderhoud.
In juli-augustus 1939 onderging de Scharnhorst enkele aanpassingen op de marinewerf van Wilhelmshaven: de rechte boeg werd vervangen door een klipperboeg zodat het schip zeewaardiger werd in ruwe zee, en de voorste geschutstoren minder last kreeg van kortsluitingen door overslaand buiswater. De vliegtuighangar werd vergroot zodat er plaats was voor twee Arado 196-verkenningstoestellen met opgeklapte vleugels. Een vliegtuigkatapult met daarop het derde verkenningstoestel werd bovenop de hangar gezet, de tweede vliegtuigkatapult die gemonteerd was op de achterste geschutstoren bleef behouden. De grote mast werd verplaatst van achter de schoorsteen naar achter de vliegtuighangar. In maart 1940 werd ten slotte de vliegtuigkatapult weggehaald van de achterste geschutstoren. Het vliegtuig dat op die katapult stond werd tijdens gevechtsoperaties door het schokeffect van de zware artillerie vernield, en het volgetankte toestel veroorzaakte ook brandgevaar voor de gevechtstoren. Bovendien was het ingewikkeld om het verkenningstoestel op deze katapult te krijgen: de vliegtuigkraan die het watervliegtuig uit het water optakelde kon niet bij de achterste katapult en er was een extra overzetkraan nodig om het toestel startklaar op de katapult te krijgen. Deze overzetkraan werd samen met de katapult verwijderd.
De Scharnhorst werd beschouwd als een van de fraaiste schepen van de Kriegsmarine, met scherpe lijnen, veel details en een scherpe klipperboeg, de zogenaamde Atlantik Bug.

## Operationele inzet

### Eerste missie

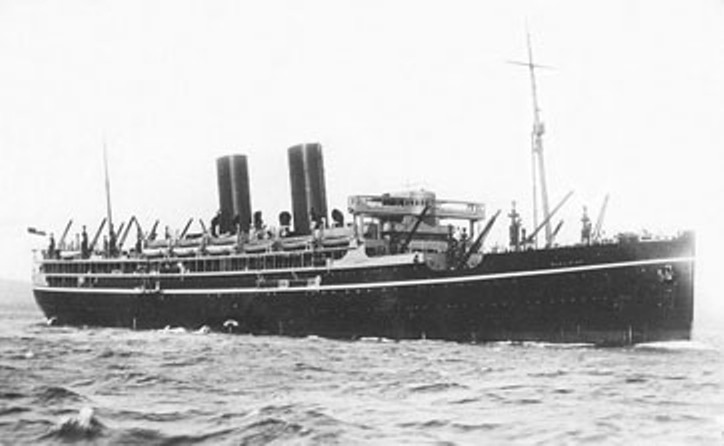
Het passagiersschip SS Rawalpindi, dat in het begin van de Tweede Wereldoorlog omgebouwd werd tot de hulpkruiser HMS Rawalpindi.

De eerste missie waaraan de Scharnhorst deelnam, was een gezamenlijke operatie met de Gneisenau in het noorden van de Atlantische Oceaan, onder bevel van de vlootcommandant Wilhelm Marschall. De bedoeling was een aanval op de 'Northern Patrol', de Britse patrouille tussen IJsland en de Faeröereilanden. Daarmee wilde men de druk op de Britse Home Fleet hoog houden om vele schepen nodeloos paraat te houden om een uitbraak naar de Atlantische oceaan te verhinderen en zo te voorkomen dat er meer schepen vrijgemaakt werden om op de Admiral Graf Spee te gaan jagen. De Duitse vloot voer op 21 november 1939 uit en onderschepte op 23 november de patrouillerende hulpkruiser HMS Rawalpindi. De Rawalpindi probeerde te ontkomen achter een rookgordijn, maar het schip werd snel in brand geschoten door de slagschepen. De Rawalpindi kon de Britse vloot alarmeren voor ze zonk.

Na het gevecht verscheen nog een ander patrouillerend schip, de Britse kruiser HMS Newcastle. De Duitse schepen ondernamen echter geen actie tegen deze inferieure tegenstander maar braken de reddingsactie voor de overlevenden van de Rawalpindi direct af en voeren weg. Slechts 38 van de 276 bemanningsleden van de Rawalpindi overleefden de aanval. De actie slaagde in zijn opzet: de hele Home Fleet liep direct uit om te voorkomen dat de Duitse schepen uitbraken naar de Atlantische oceaan om daar konvooien aan te vallen. De Scharnhorst en Gneisenau weken echter uit naar het noordoosten en wachtten op slecht weer om ongemerkt terug te kunnen keren. Op 26 november ontweken ze de linie van patrouillerende Britse schepen tussen de Shetlands en Noorwegen door bij stormweer en slecht zicht dicht onder de Noorse kust te varen. Op 28 november 1939 was het eskader terug in Wilhelmshaven.

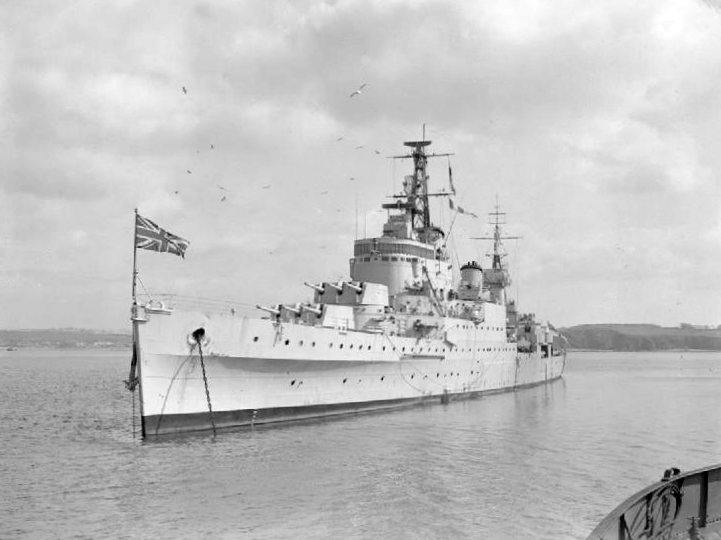
De lichte kruiser Newcastle

Deze operatie veroorzaakte een conflict tussen de vlootcommandant Marschall en de Seekriegsleitung (Skl). De Skl was zeer ontevreden omdat Marschall de lichte kruiser Newcastle niet vernietigd had. De kruiser was alleen en was een gemakkelijke prooi. Marshall daarentegen vond dat zijn opdracht eruit bestond om een afleidingsmanoeuvre te verzorgen voor de Graf Spee, wat met het vernietigen van de Rawalpindi volledig gelukt was. In het donker en bij slecht weer had de kruiser zich goed kunnen verweren met torpedo's en een van de Duitse schepen kunnen beschadigen. Met een beschadigd schip terug naar Duitsland doorbreken was tot mislukken gedoemd.
Buiten de Scharnhorst en Gneisenau had de Duitse marine geen zware eenheden, het verlies van een van deze schepen zou catastrofaal zijn voor de Duitse marine. De Britten daarentegen hadden meer dan genoeg kruisers, het verlies van een lichte kruiser zou geen enkele invloed hebben op de Britse overmacht, dus besloot Marshall om elk risico te vermijden. Hij was ook van mening dat een vlootcommandant zijn operationele orders naargelang de situatie zelfstandig kon aanpassen. Het conflict werd niet uitgeklaard na deze operatie, en bij Operatie Juno in het volgende jaar zou het opnieuw aan de oppervlakte actueel worden.

### Operatie Nordmark

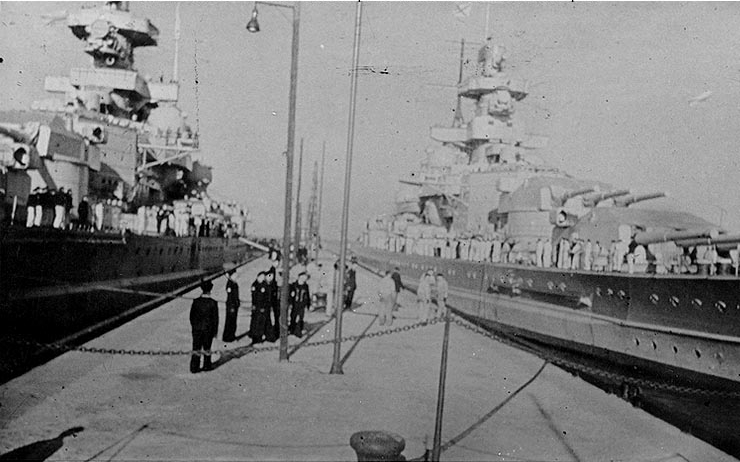
De Scharnhorst (links) en de Gneisenau

Op 16 februari 1940 had de Britse marine het Duitse bevoorradingsschip Altmark aangevallen in Noorse territoriale wateren. Het schip lag geblokkeerd in een Noors fjord en om het gelegenheid te geven naar Duitsland terug te keren, voer de Duitse slagvloot uit: door een uitbraak naar de Atlantische oceaan te simuleren, hoopte men de Britse vloot weg te lokken. Tegelijk hoopte men dat dit andere Duitse schepen die door de Britse blokkade in een neutraal land vastzaten, zou aanmoedigen om die blokkade proberen te doorbreken en terug te keren naar Duitsland. De Scharnhorst en Gneisenau voeren samen op 18 februari uit, geëscorteerd door de zware kruiser Admiral Hipper en de torpedobootjagers Karl Galster en Wilhelm Heidkamp. Een derde torpedobootjager, Wolfgang Zenker, moest terugkeren wegen ijsschade. Het eskader werd al vroeg verkend door Britse vliegtuigen, de geallieerde koopvaarders werden op tijd gewaarschuwd en de Duitsers vonden geen prooien. Het eskader stootte door tot op de hoogte van de stad Bergen. Op 20 februari waren alle schepen terug in Wilhelmshaven. De Altmark kon niet van deze gelegenheid gebruikmaken: het schip was op de rotsen gelopen en lag vast.

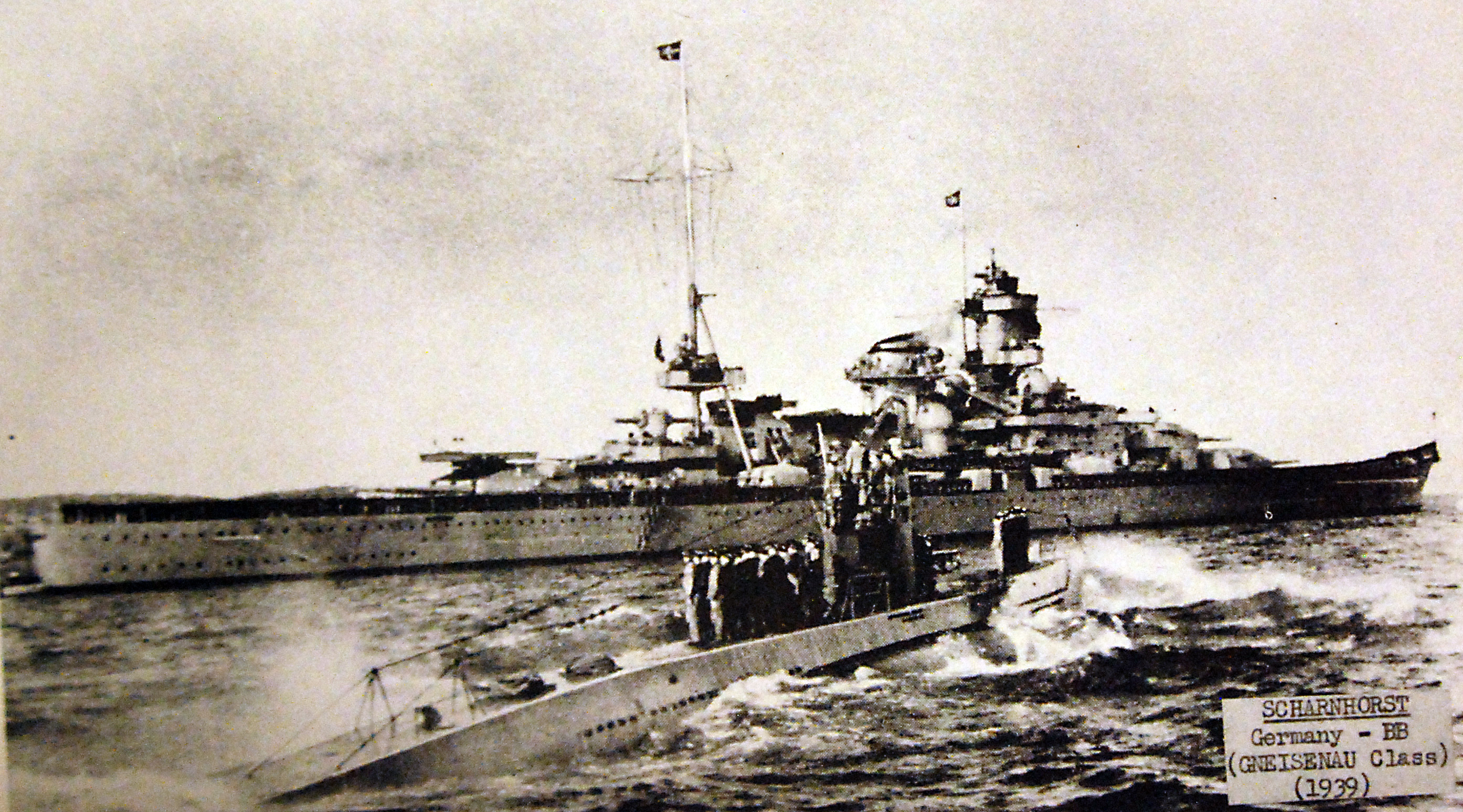
Een U-boot passeert de Scharnhorst in de haven. Op de achterste geschutstoren staat nog een katapult

### Operatie Weserübung
Op 9 april 1940 begon Operatie Weserübung, de Duitse invasie van Noorwegen. De Duitsers wilden de Zweedse neutraliteit niet schenden en besloten Noorwegen vanuit zee binnen te vallen. Tijdens deze operatie had de Scharnhorst als taak om samen met haar zusterschip Gneisenau de landingen bij Trondheim en Narvik te dekken. Beide schepen stonden onder bevel van de vlootcommandant Günther Lütjens. Tegelijk met de Duitse invasievloot was er ook een Brits eskader bestaande uit de slagkruiser HMS Renown en enkele destroyers aan het opereren dichtbij Narvik, om mijnenlegoperaties bij de Vestfjord te dekken. Op 9 april kwam het tot een treffen tussen de slagkruiser Renown, en de Scharnhorst en Gneisenau. De Duitse schepen probeerden het Britse schip weg te lokken en voeren met hoge snelheid in noordoostelijke richting.
Om een eventuele uitbraak naar de Atlantische Oceaan te verhinderen, achtervolgde de Renown de Duitse schepen waarmee de weg open lag voor de Duitse invasievloot om Trondheim en Narvik te bezetten. Aan beide zijden werden enkele treffers geplaatst maar de meeste schade werd veroorzaakt door de storm omdat de schepen op hoge snelheid recht op de golven moesten varen en grote watermassa's over zich heen kregen. Verschillende geschutstorens werden uitgeschakeld door kortsluitingen. De Duitse schepen konden de Renown afschudden en trokken zich eerst naar het noorden en daarna naar het westen terug, tot ver in de Arctische Zee. Om radiostilte te kunnen behouden, lanceerde de Scharnhorst een van haar boordvliegtuigen richting Trondheim. Op veilige afstand om de positie van de schepen niet te verraden, zond het vliegtuig een bericht uit met de plannen van het eskader om tijdens de nacht van 11 op 12 april onder de dekking van slecht weer ongemerkt via de Shetland-passage naar Duitsland terug te keren. Daardoor kon de zware kruiser Admiral Hipper die in Trondheim vastzat, van de gelegenheid gebruik maken om mee uit te breken en ook naar Duitsland terug te keren. Op 12 april 1940 om 22.00 uur kwamen de slagschepen en de zware kruiser aan in Wilhelmshaven.

### Operatie Juno

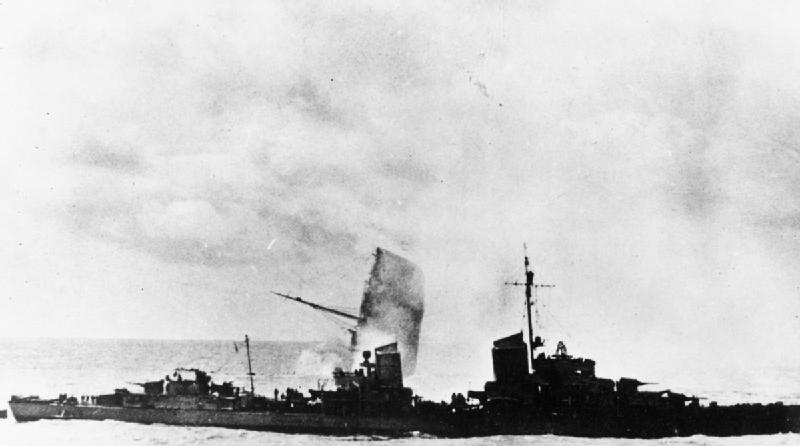
Het lege troepentransportschip Orama wordt tot zinken gebracht

De storm- en gevechtsschade aan de Scharnhorst, Gneisenau en Admiral Hipper werd zo snel mogelijk gerepareerd om het eskader terug in Noorwegen te kunnen inzetten. In het noorden van Noorwegen waren geallieerde troepen geland die Narvik op de Duitsers veroverd hadden en standhielden tegen de vanuit het zuiden oprukkende Duitsers. Het eskader stond terug onder bevel van admiraal Wilhelm Marschall. Het hoofddoel van Operatie Juno was het uitschakelen van het geallieerde steunpunt bij Harstadt dicht bij Narvik. Op 5 juni 1940 vertrok het eskader geëscorteerd door vier torpedobootjagers. Op weg naar Harstadt kon Marschall op 7 juni uit onderschepte berichten opmaken dat de geallieerden zich aan het terugtrekken waren uit Noorwegen. Hij leidde daaruit af dat het zinloos was om Harstadt aan te vallen. In plaats daarvan zocht hij naar de troepenkonvooien waarmee de evacuatie uitgevoerd werd. Tijdens de eerste fase van de zoektocht op de voormiddag van 8 juni vond het eskader geen konvooi. Het vond en vernietigde slechts drie Britse schepen: de bewapende trawler Juniper, de tanker Oil Pioneer en het lege troepentransportschip Orama. Dan splitste het eskader zich: de slagkruisers zetten de zoektocht voort, maar de kruiser en de torpedobootjagers keerden terug naar Trondheim om te bunkeren. In de namiddag stuitten de Scharnhorst en Gneisenau bij uitstekend zicht op het Britse vliegkampschip HMS Glorious en de torpedobootjagers HMS Ardent en HMS Acasta. Het vliegkampschip had geëvacueerde landvliegtuigen uit de Noorse campagne aan boord genomen, die het vliegdek blokkeerden en verhinderen dat er verkenners in de lucht waren die de Duitse schepen op tijd hadden kunnen opmerken. 

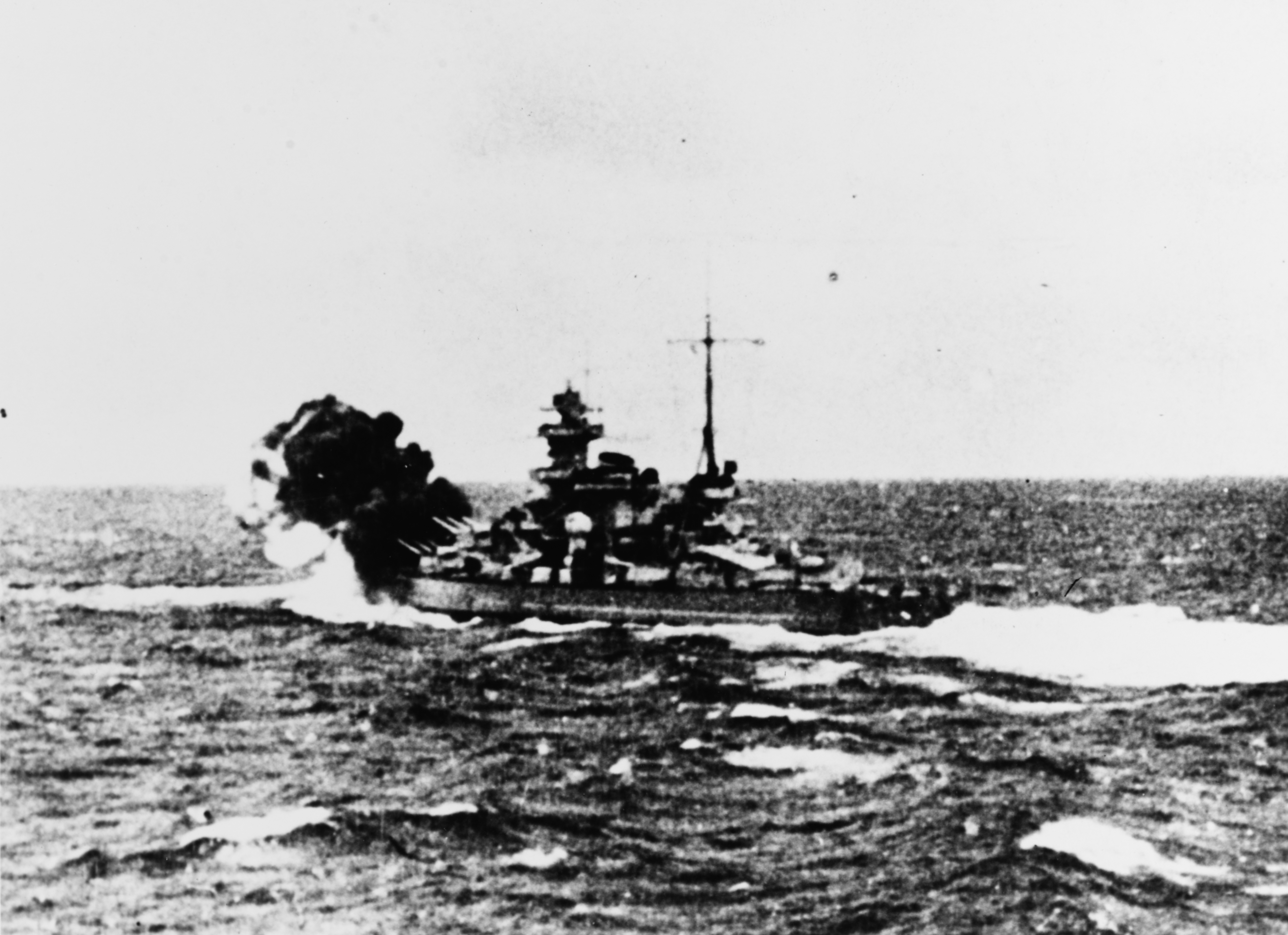
De Scharnhorst vuurt met de voorste geschutstorens op hoge snelheid, tijdens het gevecht met de Glorious, Ardent en Acasta

Na een twee uur durend gevecht werden zowel de Glorious als de Acasta en de Ardent tot zinken gebracht. Vlak voordat de Ardent ten onder ging, kon de torpedobootjager de Scharnhorst in het achtersteven treffen met een torpedo. De achterste geschutstoren werd uitgeschakeld en de gehele bemanning van de geschutstoren sneuvelde. Ook een van de schroefassen was gebroken en de machines hadden schade opgelopen. Wegens de opgelopen schade, zetten de Scharnhorst en Gneisenau de operatie stop en liepen ook Trondheim aan. Een Brits eskader bestaande uit het slagschip Rodney, de slagkruiser Renown en het vliegkampschip HMS Ark Royal probeerde de Duitse schepen te onderscheppen. Wanneer de Duitse schepen in Trondheim ankeren, lanceerde de Ark Royal op 13 juni een aanval met vijftien Blackburn Skua-duikbommenwerpers. Acht vliegtuigen gingen verloren en alleen de Scharnhorst werd geraakt met een blindganger. Op 21 juni keerde de beschadigde Scharnhorst voor reparaties naar Duitsland, geëscorteerd door vier torpedobootjagers en vier torpedoboten. Op de terugweg werd de Scharnhorst aangevallen door zes Fairey Swordfish-torpedotoestellen. Twee toestellen werden neergeschoten en de vier andere konden geen treffer boeken. Even moest de Scharnhorst en zijn escorte naar de Noorse haven Stavanger uitwijken om een Engels slageskader te ontlopen. Op 23 juni was de Scharnhorst in Wilhelmshaven terug. Merkwaardig genoeg kreeg Marschall geen erkenning voor de behaalde successen. Integendeel, de Seekriegsleitung bekritiseerde hem zwaar omdat hij opnieuw van zijn operationele orders afgeweken was en te zelfstandig gehandeld had. Hij werd definitief vervangen door admiraal Günther Lütjens, die zich in het vervolg wel letterlijk aan de operationele orders hield.

### Operatie Berlin

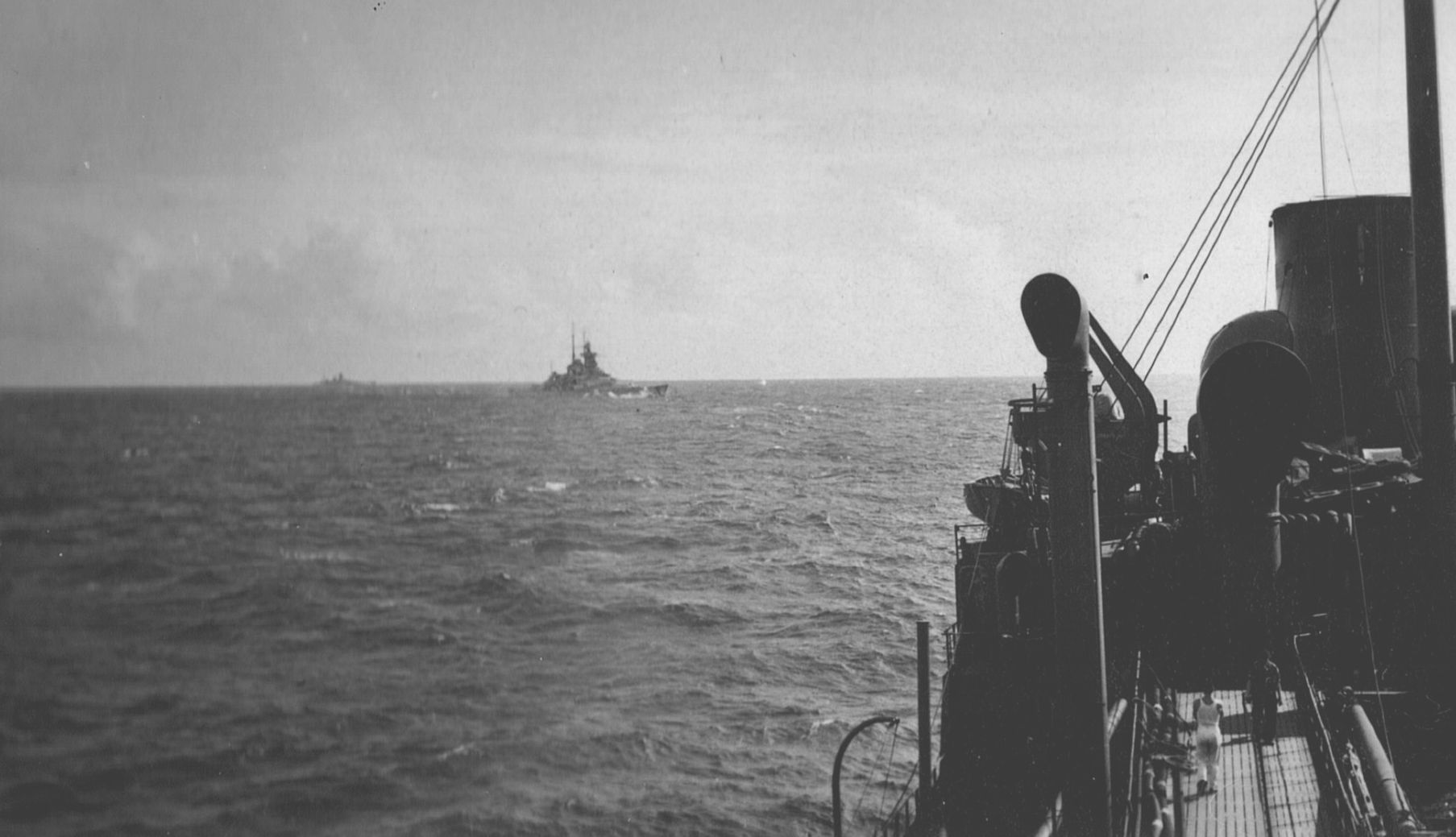
De Scharnhorst en Gneisenau vanaf het bevoorradingsschip Uckermark gefotografeerd op 11 maart 1941

In januari 1941 voer de Scharnhorst opnieuw uit samen met de Gneisenau onder commando van Lütjens. Het doel van deze missie was Britse konvooien op de Atlantische Oceaan aan te vallen. Lütjens kreeg opdracht om geen confrontaties te mijden, maar gevechten met superieure of evenwaardige tegenstanders dienden uit de weg gegaan te worden. De schepen mochten geen schade oplopen die hen mogelijks lange reparatietijden zouden opleveren en ze moesten een voortdurende bedreiging voor de Britse scheepvaartroutes blijven.
Het eskader vertrok op 22 januari 1941 vanuit Kiel. De schepen stoomden pal noord naar de Arctische Zee, waar ze slecht weer afwachtten om een doorbraakpoging te ondernemen. Bij een eerste poging op 28 januari om via de IJsland - Faeröer passage door te breken stootte het Duitse eskader op de patrouillerende Britse kruiser Naiad. Met behulp van radar detecteerden de Duitse schepen de kruiser op tijd en konden hem ontlopen. De Scharnhorst en Gneisenau keerden terug naar de Arctische Zee en namen stookolie over van de tanker Adria vooraleer een tweede poging te ondernemen. Om absolute radiostilte te bewaren, werd een van de verkenningsvliegtuigen van de Scharnhorst naar Noorwegen gestuurd met het verslag van de mislukte poging en de nieuwe plannen. Op 4 februari braken de schepen ten slotte via de Straat Denemarken door naar de Atlantische Oceaan. Vooraleer Lütjens koers zette naar de Noord-Atlantische konvooiroutes bunkerde het eskader ten zuiden van Cape Farewell bij uit de tanker Schlettstatt.

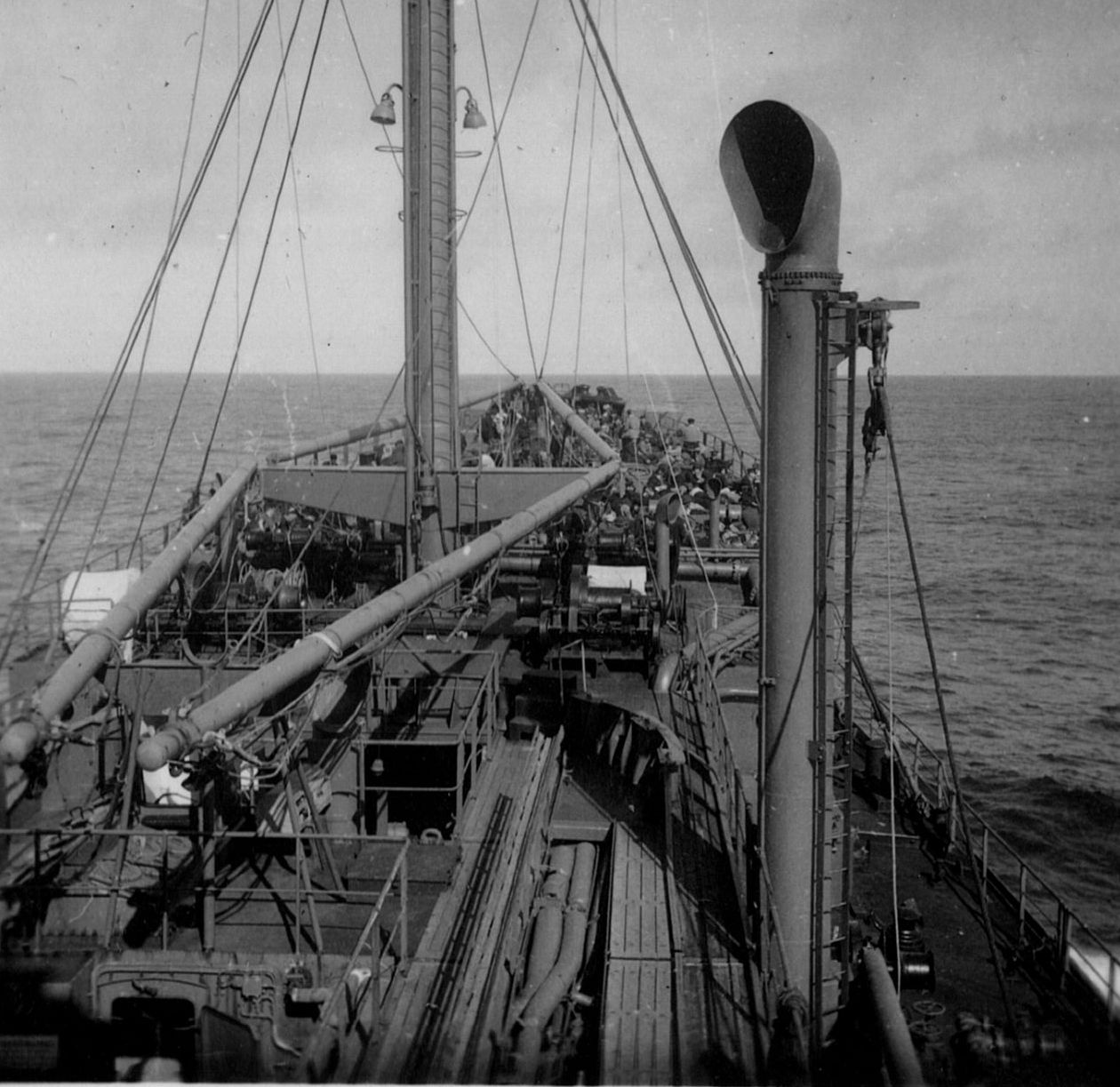
Het bevoorradingsschip Uckermark heeft van de Scharnhorst en Gneisenau de gevangengenomen geallieerde zeelieden overgenomen.

Op 8 februari ontdekte de Gneisenau konvooi HX-106. Beide Duitse schepen namen het konvooi in de tang maar dan merkten ze dat het konvooi door het Britse slagschip HMS Ramillies geëscorteerd werd. Lütjens gaf conform zijn operationele orders bevel om de aanval af te breken. De Scharnhorst probeerde de Ramillies weg te lokken van bij het konvooi door telkens te naderen en af te draaien, maar de Ramillies bleef dicht bij het konvooi. De commandant van de Scharnhorst werd door Lütjens streng terechtgewezen omdat hij, in tegenstrijd met de operationele orders, toch een risico genomen had. Na de mislukte aanval werd teruggekeerd richting Cape Farewell om op 15 februari bij te bunkeren uit de tankers Esso en Schlettstatt. Daarna keerden beide schepen terug naar dezelfde konvooiroute tussen Halifax en Engeland en zochten nu in een gebied ten oosten van Newfoundland.
Verscheidene alleen varende schepen werden niet aangevallen om het verrassingseffect niet verloren te laten gaan en een konvooi te kunnen aanvallen, maar op 22 februari belandde de Gneisenau tussen drie wijd uit elkaar varende schepen van een konvooi dat zich kort daarvoor verspreid had en kon niet meer uitwijken. In totaal werden vijf schepen gevonden en tot zinken gebracht door het Duitse eskader. Nu de Britten gealarmeerd waren, gaf Lütjens het plan op om een konvooi op deze route aan te vallen en zette koers richting zuiden naar de konvooiroute tussen Engeland en West-Afrika. Op weg naar het zuiden werd op 26 februari gebunkerd uit het bevoorradingsschip Ermland. Ook de gevangengenomen zeelieden van de vijf vernietigde schepen werden op de Ermland overgebracht. De Ermland bleef enkele dagen als extra uitkijkpost meevaren met het Duits eskader. De verkenningsvliegtuigen voerden dagelijks meerdere vluchten uit maar konden geen konvooi vinden. Het eskader naderde de Kaapverdische eilanden waar drie Duitse U-boten ook opereerden. Deze U-boten waren niet op de hoogte van de nadering van de eigen schepen en tijdens de nacht van 5 op 6 maart ontsnapten de Duitsers aan een ramp wanneer de U-124 aarzelde om haar torpedo's te lanceren op de twee alleen varende slagschepen. Door de afwezigheid van een torpedobootjagerescorte, waarmee Britse eskaders altijd voorzien waren, vroeg de U-boot commandant eerst via radio bevestiging voor een aanval.

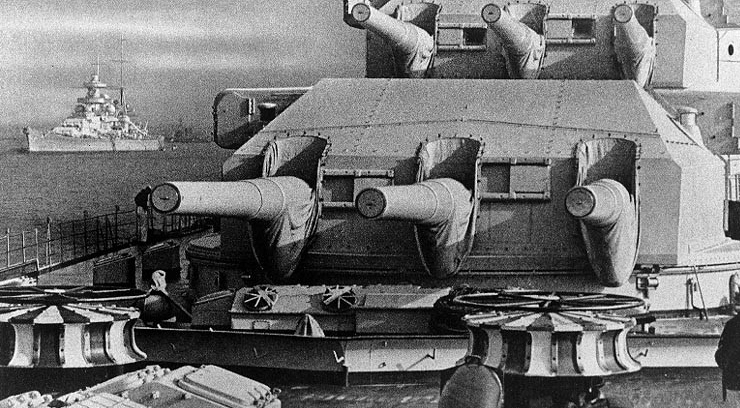
De Scharnhorst en Gneisenau tezamen in de haven

In de ochtend van 7 maart ontdekten de twee slagkruisers het konvooi SL-67. Het konvooi werd geëscorteerd door het slagschip Malaya en bijgevolg konden de Scharnhorst en Gneisenau wéér niet aanvallen. Lütjens rapporteerde het konvooi aan de drie in de omgeving opererende U-boten en vroeg de U-boten om bij de aanval op het konvooi het slagschip proberen buiten gevecht te stellen. De U-105 en U-124 vielen 's nachts aan en konden vijf schepen kelderen, maar de Malaya konden ze niet vinden en uiteindelijk moest Lütjens ook dit konvooi laten gaan. De volgende dag kon de Scharnhorst wel een alleen varend schip vernietigen. Op 10 maart kwam het konvooi onder bescherming van de ter versterking opgeroepen Force H. Met het verdwijnen van het verrassingselement op deze konvooiroute, zette het Duits eskader terug koers naar het oosten. Op 11 maart bevoorraadde de Ermland de Scharnhorst en de Uckermark de Gneisenau. Beide bevoorradingsschepen gingen dan mee op noordwestelijke koers met de slagschepen om een bredere zoeklinie te kunnen vormen.
Op 15 maart 1941 bevond het eskader zich terug op de Noord-Atlantische konvooiroute. In de avond vonden beide slagschepen een zeer recentelijk verspreid konvooi. De schepen voeren nog tamelijk dicht bij elkaar zodat in totaal zestien schepen buit gemaakt of gekelderd werden. De slagkruisers moesten de actie afbreken toen het Britse slagschip Rodney opdaagde. De Britten probeerden de Duitse schepen te onderscheppen: naast de Rodney kwam ook het slagschip King George V, het slagschip Nelson en de kruiser Nigeria opzetten om de terugweg naar Duitsland te blokkeren en vanuit Gibraltar kwam Force H met de slagkruiser Renown, het vliegkampschip Ark Royal en de kruiser Sheffield. Op 20 maart werden de slagkruisers door een Swordfish van de Ark Royal ontdekt maar de schepen konden niet meer op tijd onderschept worden en liepen op 22 maart de haven van Brest in het bezette Frankrijk binnen.

### In Franse havens
Tijdens inspectie in Brest bleek dat de machines van de Scharnhorst in veel slechtere staat dan gedacht waren, en het schip moest voor langere tijd in reparatie. Toen ook de Gneisenau uitviel door vijandelijke actie, nam Lütjens het bevel over van een eskader met de twee nieuwste schepen van de Duitse marine: de Bismarck en de Prinz Eugen. Met deze schepen moest hij opnieuw uitbreken en konvooien aanvallen.
De Britten beseften in maart 1941 dat de aanvallen van U-boten en oppervlakteschepen op hun bevoorradingslijnen dringend afgestopt moesten worden. Op direct bevel van Churchill moest Bomber Command de strategische campagne tegen de Duitse industrie stopzetten en zich concentreren op de strijd tegen U-boten en de Focke-Wulf Fw 200-toestellen. Wanneer de Duitse slagschepen Brest binnenliepen, werden ze als topprioriteit aangewezen voor Bomber Command. De Scharnhorst zou zo een grote, indirecte invloed hebben op het strategisch luchtoffensief tegen Duitsland: de komende maanden werd de bommencampagne tegen Duitsland bijna geheel stopgezet en Bomber Command zou zich uitputten in meestal vruchteloze aanvallen op de Duitse schepen te Brest.
| Overzicht aanvallen Bomber Command op Brest 30/31 maart 1941 - 6/7 juli 1941 | Overzicht aanvallen Bomber Command op Brest 30/31 maart 1941 - 6/7 juli 1941 | Overzicht aanvallen Bomber Command op Brest 30/31 maart 1941 - 6/7 juli 1941 | Overzicht aanvallen Bomber Command op Brest 30/31 maart 1941 - 6/7 juli 1941                      |
| datum                                                                        | aanvallers                                                                   | totaal                                                                       | resultaat                                                                                         |
| ---------------------------------------------------------------------------- | ---------------------------------------------------------------------------- | ---------------------------------------------------------------------------- | ------------------------------------------------------------------------------------------------- |
| 30/31 maart                                                                  | 50 Wellingtons, 24 Whitleys, 16 Blenheims, 15 Hampdens, 4 Manchesters.       | 109                                                                          | Geen treffers.                                                                                    |
| 3/4 april                                                                    | 51 Wellingtons, 27 Whitleys, 11 Blenheims, 1 Stirling                        | 90                                                                           | De schepen waren moeilijk te lokaliseren, geen treffers.                                          |
| 4/5 april                                                                    | 39 Wellingtons, 11 Hampdens, 4 Manchesters                                   | 54                                                                           | Een blindganger valt naast de Gneisenau, waarop het schip uit het dok gehaald wordt.              |
| 6/7 april                                                                    | 65 Wellingtons, 4 Manchesters, 2 Whitleys                                    | 71                                                                           | Slechts 47 vliegtuigen konden door het slechte weer de schepen vinden, geen treffers.             |
| 10/11 april                                                                  | 36 Wellingtons, 12 Blenheims, 5 Manchesters                                  | 53                                                                           | Vier treffers op de Gneisenau, maar de Scharnhorst wordt niet getroffen.                          |
| 14/15 april                                                                  | 46 Wellingtons, 25 Hampdens, 20 Whitleys, 3 Stirlings                        | 94                                                                           | Het doel was bewolkt, geen treffers.                                                              |
| 22/23 april                                                                  | 24 Wellingtons, 6 Hampdens, 2 Stirlings                                      | 32                                                                           | De luchtafweer van Brest kan de aanval verijdelen. De Hampdens leggen mijnen voor de haven.       |
| 23/24 april                                                                  | 30 Wellingtons, 25 Whitleys, 10 Hampdens, 2 Stirlings                        | 67                                                                           | Geen treffers.                                                                                    |
| 28/29 april                                                                  | 22 Wellingtons, 3 Stirlings                                                  | 25                                                                           | Slechts 9 vliegtuigen kunnen door het slechte weer effectief aanvallen. Geen treffers.            |
| 3/4 mei                                                                      | 29 Wellingtons, 3 Stirlings, 1 Manchester                                    | 33                                                                           | Geen treffers.                                                                                    |
| 4/5 mei                                                                      | 54 Wellingtons, 21 Hampdens, 21 Whitleys, 1 Stirling                         | 97                                                                           | Geen treffers.                                                                                    |
| 7/8 mei                                                                      | 43 Wellingtons, 28 Whitleys, 18 Hampdens                                     | 89                                                                           | Geen treffers.                                                                                    |
| 26/26 mei                                                                    | 48 Hampdens                                                                  | 48                                                                           | Mijnenleggen voor de haven van Brest en St-Nazaire.                                               |
| 26/27 mei                                                                    | 38 Hampdens                                                                  | 38                                                                           | Mijnenleggen voor de haven van Brest.                                                             |
| 7/8 juni                                                                     | 30 Wellingtons, 3 Stirlings                                                  | 33                                                                           | De vliegtuigen hadden het vooral op de Prinz Eugen gemunt, die zich nu ook in Brest schuil houdt. |
| 10/11 juni                                                                   | 39 Hampdens, 38 Wellingtons, 27 Whitleys                                     | 104                                                                          | Geen treffers.                                                                                    |
| 13/14 juni                                                                   | 69 Wellingtons, 37 Hampdens, 4 Stirlings                                     | 110                                                                          | De Duitsers beginnen rookgeneratoren te gebruiken om de schepen te verbergen. Geen treffers.      |
| 18/19 juni                                                                   | 57 Wellingtons, 8 Stirlings                                                  | 65                                                                           | Geen treffers, door mist en het kunstmatig rookscherm.                                            |
| 1/2 juli                                                                     | 52 Wellingtons                                                               | 52                                                                           | Een zware treffer op de Prinz Eugen                                                               |
| 4/5 juli                                                                     | 65 Wellingtons, 23 Whitleys                                                  | 88                                                                           | Geen treffers door het kunstmatig rookscherm.                                                     |
| 6/7 juli                                                                     | 88 Hampdens, 21 Wellingtons                                                  | 109                                                                          | De schepen waren volledig verborgen door het rookscherm, geen treffers.                           |

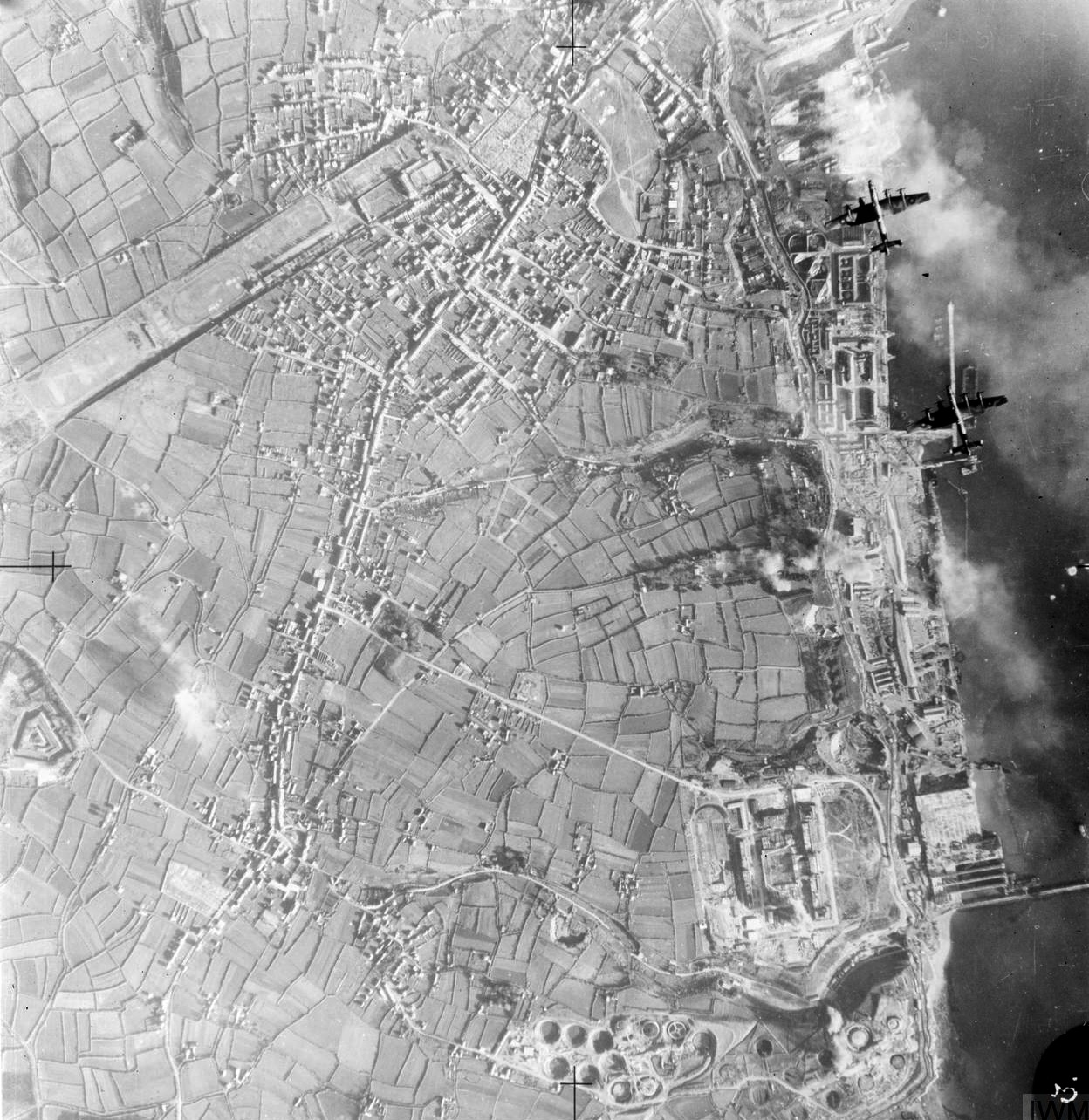
Rechts bovenaan de slagschepen Scharnhorst en Gneisenau in het droogdok. Het rookscherm begint zich te verspreiden. Een van de aanvallende Halifaxes is rechtsboven in beeld.

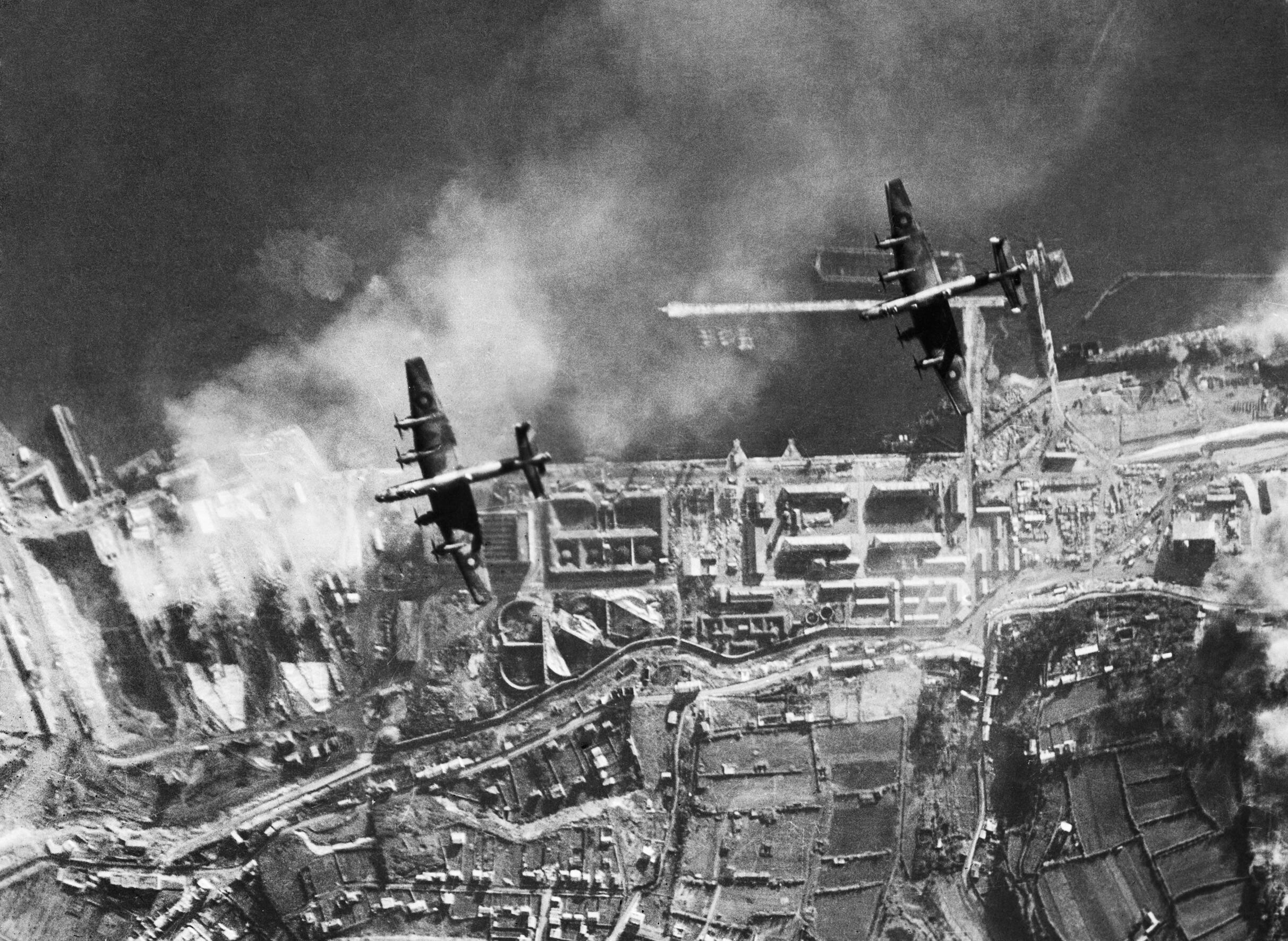
Luchtfoto van het bombardement op de Scharnhorst en de Gneisenau op 18 december 1941

Op 9 juli 1941 trad er een pauze in de luchtaanvallen op. De crisis op de Atlantische oceaan was onder controle gebracht en door de Duitse inval in de Sovjet-Unie leek de tijd rijp om het strategisch luchtoffensief tegen de Duitse industrie te hernemen. Alleen occasioneel zouden er nog aanvallen op Brest ondernomen worden. Op 23 juli waren de machines van de Scharnhorst voldoende hersteld om een proefvaart te ondernemen. Het schip verlegde van Brest naar La Pallice. De Duitsers probeerden het vertrek van de Scharnhorst te verbergen door een grote olietanker onder de camouflagenetten van de Scharnhorst in Brest te steken, maar de Scharnhorst werd in de haven van La Pallice door een verkenningsvliegtuig ontdekt. De verdediging in La Pallice was veel zwakker en het schip lag duidelijk herkenbaar aan de pier van de haven, zonder beschermend rookscherm. De Britten reageerden direct op deze gelegenheid met een eerste aanval op de avond van 23 juli met zes Stirlings maar die aanval mislukte. De volgende dag wachtten de Bitten niet tot de nacht: vijftien Halifaxes voerden bij daglicht een aanval uit. Daardoor konden Duitse jagers en luchtafweer vijf toestellen neerhalen. Een vliegtuig kon zijn bommen uiterst precies afgooien en met een rij van vijf bommen de Scharnhorst raakten. Twee van de vijf treffers waren gewone hoogexplosieve bommen die zonder veel schade aan te richten ontploften op het pantserdek, maar de andere drie treffers waren pantserdoorborend. Deze treffers gingen zonder te exploderen dwars door het schip heen. Langs de gaten van de bommen onderaan in de romp kwam 3000 ton water het schip binnen. De Scharnhorst moest terug het dok in te Brest en reparaties namen vier maanden in beslag. Gedurende de volgende vier maanden werden er nog sporadisch aanvallen uitgevoerd. Op 10 november besloot Bomber Command wegens gebrek aan succes de campagne tegen de Duitse industrie te pauzeren en vanaf dat moment voerde Bomber Command de aanvallen op de Duitse schepen opnieuw op. Om de problemen met het rookscherm te overkomen, werden soms verrassingsaanvallen met kleine formaties uitgevoerd. Daarnaast vonden ook de eerste experimenten met het gebruik van radiogeleid bombarderen met Oboe plaats.

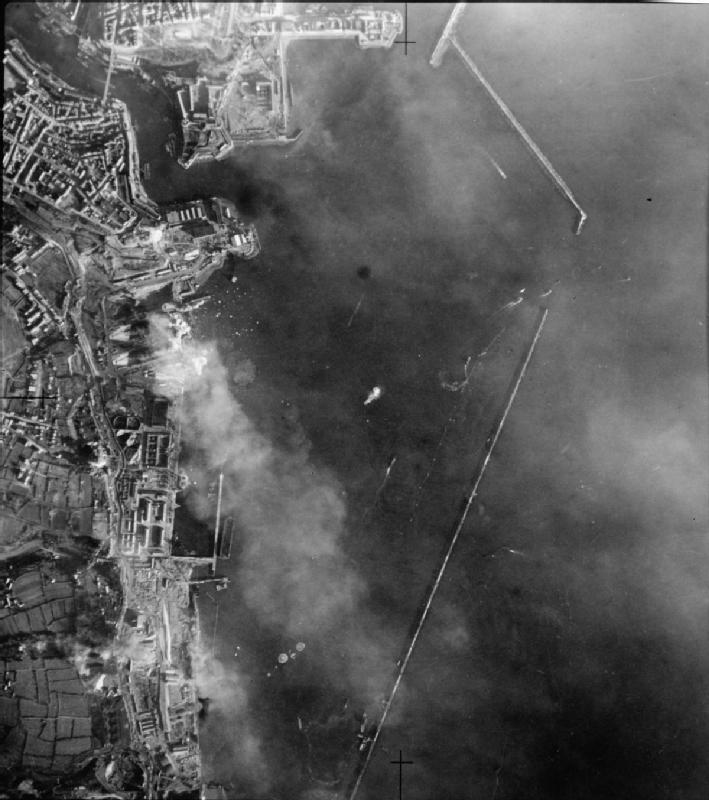
Bombardement bij daglicht op Brest. in het midden ontploffen bommen rond de Scharnhorst en Gneisenau in het dok. Onderaan ligt de Prinz Eugen aan de kade.

| Overzicht aanvallen Bomber Command op Brest 16 augustus 1941 - 11/12 februari 1942 | Overzicht aanvallen Bomber Command op Brest 16 augustus 1941 - 11/12 februari 1942 | Overzicht aanvallen Bomber Command op Brest 16 augustus 1941 - 11/12 februari 1942                                |
| datum                                                                              | totaal                                                                             | resultaat |
| ---------------------------------------------------------------------------------- | ---------------------------------------------------------------------------------- | --- |
| 16 augustus                                                                        | 2                                                                                  | Geen treffers. |
| 3/4 september                                                                      | 140                                                                                | Slechts 53 vliegtuigen vielen effectief aan en konden geen treffers boeken door het rookscherm.                   |
| 13/14 september                                                                    | 147                                                                                | Geen treffers, weerom was het rookscherm op tijd gelegd om de aanval te dwarsbomen.                               |
| 2/3 oktober                                                                        | 6                                                                                  | 6 Halifaxes kunnen het rookscherm verschalken, maar geen treffers.                                                |
| 3/4 oktober                                                                        | onbekend                                                                           | In totaal 109 toestellen vallen Antwerpen, Rotterdam en Brest aan. Geen treffers.                                 |
| 24/25 oktober                                                                      | 6                                                                                  | Geen treffers. |
| 29/30 oktober                                                                      | 16                                                                                 | Geen treffers. |
| 1/2 november                                                                       | 17                                                                                 | Geen treffers. |
| 3/4 november                                                                       | 8                                                                                  | Geen treffers. |
| 18/19 november                                                                     | 6                                                                                  | Geen treffers. |
| 25/26 november                                                                     | 18                                                                                 | Geen treffers door het rookscherm.                                                                                |
| 7/8 december                                                                       | 30                                                                                 | De eerste poging om blind te bombarderen via Oboe radiogeleiding, maar toch geen treffers.                        |
| 11/12 december                                                                     | 21                                                                                 | Geen treffers. |
| 12/13 december                                                                     | 24                                                                                 | Geen treffers. |
| 14/15 december                                                                     | 28                                                                                 | Slechts 1 toestel kon het doel bereiken.                                                                          |
| 15/16 december                                                                     | 17                                                                                 | Geen treffers. |
| 16/17 december                                                                     | 40                                                                                 | Geen treffers. |
| 17/18 december                                                                     | 121                                                                                | Geen treffers. |
| 18 december                                                                        | 47                                                                                 | Geen treffers. |
| 18/19 december                                                                     | 19                                                                                 | Geen treffers. |
| 24 december                                                                        | 4                                                                                  | Geen treffers. |
| 27/28 december                                                                     | 29                                                                                 | Geen treffers. |
| 30 december                                                                        | 16                                                                                 | Geen treffers. |
| 2/3 januari                                                                        | 31                                                                                 | Geen treffers. |
| 3/4 januari                                                                        | 18                                                                                 | Geen treffers. |
| 5/6 januari                                                                        | 154                                                                                | Niet alleen de schepen worden aangevallen, maar ook het hele havengebied. Geen treffers.                          |
| 6/7 januari                                                                        | 31                                                                                 | Een treffer op de Gneisenau                                                                                       |
| 7/8 januari                                                                        | 68                                                                                 | Geen treffers. |
| 8/9 januari                                                                        | 151                                                                                | Geen treffers. |
| 9/10 januari                                                                       | 82                                                                                 | Geen treffers. |
| 11/12 januari                                                                      | 26                                                                                 | Geen treffers. |
| 25/26 januari                                                                      | 61                                                                                 | Geen treffers. |
| 26/27 januari                                                                      | 25                                                                                 | Geen treffers. |
| 31 januari / 1 februari                                                            | 72                                                                                 | Geen treffers. |
| 6/7 februari                                                                       | 60                                                                                 | Slechts 21 vliegtuigen kunnen door zware bewolking het doel bombarderen. Geen treffers.                           |
| 11/12 februari                                                                     | 18                                                                                 | Deze vliegtuigen vertragen het uitlopen van de Duitse schepen voor de kanaaldoorbraak met een uur. Geen treffers. |

### Operatie Cerberus

De route door het Kanaal

Begin 1942 waren de drie schepen te Brest, de Scharnhorst, Gneisenau en Prinz Eugen opnieuw operationeel. Op 12 januari 1942 besliste Hitler dat de schepen teruggetrokken moesten worden naar Noorwegen. Hitler vreesde een geallieerde invasie in Noorwegen en eiste dat als de schepen niet naar Noorwegen konden overgebracht worden, dat ze dan hun kanonnen moesten ontmantelen om ze aldaar als kustbatterijen te kunnen gebruiken. De terugkeer was riskant, maar Hitler koos voor de meest stoutmoedige oplossing: de kortste route dwars door het Het Kanaal. Operatie Cerberus werd minutieus voorbereid: weken op voorhand werd het escorte verzameld, mijnen geveegd, radars werden regelmatig gestoord zodat dit tijdens de operatie geen achterdocht zou opwekken en er werd een nauwe samenwerking met de Luftwaffe via Operatie Donnerkeil opgezet om voor een continu jagersscherm te zorgen.
In de nacht van 11 op 12 februari 1942 voer het Duitse eskader uit onder commando van admiraal Otto Ciliax. Britse voorzorgsmaatregelen bleken niet afdoende te zijn: een Britse onderzeeër die Brest bewaakte was afwezig om zijn batterijen te herladen en de patrouillevliegtuigen die het eskader al vroeg hadden moeten detecteren waren afgelast wegens defecte vliegtuigen of radarsets. In de voormiddag werd het eskader verschillende keren opgemerkt maar niet tijdig gerapporteerd. De drie Duitse schepen werden geëscorteerd door zes torpedobootjagers. Onderweg sloten zich zich nog veertien torpedoboten aan voor een gedeelte van het traject. Ook Schnellboote van de flottieljes die zich in het kanaal bevonden versterkten het escorte.

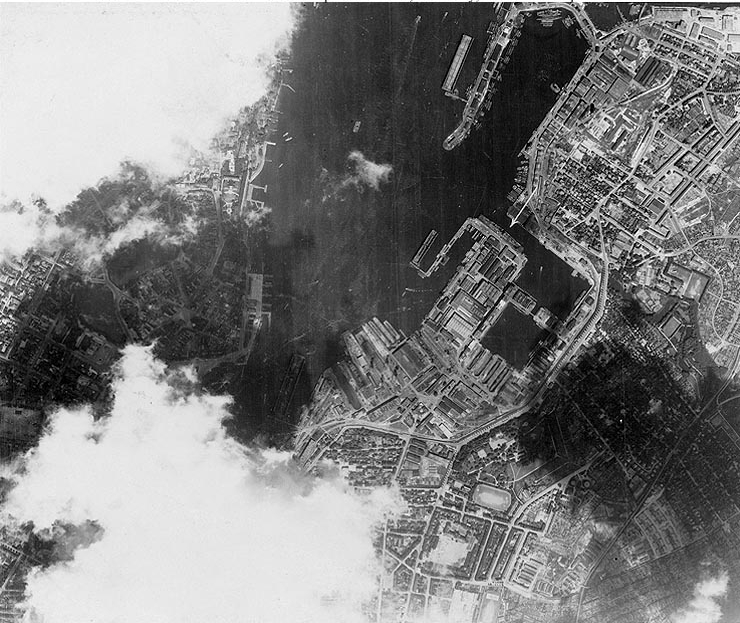
Foto genomen tussen februari en juni 1942 door Brits verkenningsvliegtuig boven Wilhelmshaven. De Scharnhorst is aangeduid met witte pijl. Het schip ondergaat reparaties van schade opgelopen tijdens de kanaaldoorbraak.

De eerste tegenstand kwam van Britse kustbatterijen om 12.10 uur toen de schepen tussen Boulogne en Calais voeren. In plaats van een geconcentreerde aanval met alle beschikbare middelen uit te voeren, viel elke Britse eenheid nu zo snel mogelijk aan vooraleer het Duits eskader deze eenheden gepasseerd was: eerst mislukte een aanval met vijf Motor Torpedo Boats en twee Motor Gun Boats om 12.20 uur, een kwartier later vielen zes Fairey Swordfish zonder jagersescorte aan. De torpedovliegtuigen waren kansloos en werden alle zes neergeschoten.
Om 14.32 uur liep de Scharnhorst voor de monding van de Schelde op een zeemijn en het schip bleef gestopt liggen. De andere schepen voeren op hoge snelheid verder. De Scharnhorst kon haar machineschade binnen zeventien minuten repareren en opnieuw vaart maken, en probeerde hernieuwd aan te sluiten bij de rest van het eskader. Om 15.42 uur viel een Brits eskader van vijf torpedobootjagers aan. Ze konden torpedo's lanceren op de Gneisenau en Prinz Eugen. Alle torpedo's misten en een torpedobootjager werd door het Duitse kanonvuur beschadigd. Ondertussen vielen Bristol Beaufort-torpedotoestellen en Lockheed Hudson-bommenwerpers van Coastal Command aan zonder gecoördineerd plan. Sommige Britse toestellen vielen in de verwarring hun eigen torpedobootjagers aan.
Aangezien de schepen dicht onder de kust bleven onder bescherming van jachtvliegtuigen, wilde men geen aanval met de Home Fleet uitvoeren. Alleen de Duke of York was beschikbaar in Scapa Flow en gezien de Britten recent de Prince of Wales en de Repulse in vergelijkbare omstandigheden verloren hadden, vond men een dergelijke aanval veel te riskant. Als laatste mogelijkheid werd Bomber Command nu ingeschakeld: tussen 14.45 en 17.00 uur stegen 242 vliegtuigen op in de grootste daglichtoperatie tot dan toe voor Bomber Command. Slechts 39 vliegtuigen konden de schepen vinden en een aanval uitvoeren maar geen treffers boeken. Zowel de Scharnhorst als de Gneisenau liepen nog op een zeemijn, maar de volgende ochtend konden ze aanmeren in een Duitse haven.

### Naar Noorwegen
Eerst ging de Scharnhorst te Kiel in het dok. Na een testvaart in juli 1942 bleken de machines niet voldoende gerepareerd en ging het schip opnieuw het dok in te Gotenhafen. Wanneer het schip op 22 december 1942 terug gevechtsklaar gemeld werd, trad er prompt weer een defect aan een van de drie voortstuwingsinstallaties op. De Scharnhorst werd dringend in Noorwegen verwacht, om de Duitse vloot aldaar te versterken. Men dacht de reparaties in Noorwegen te kunnen uitvoeren, en op 10 januari werd een eerste poging ondernomen om het schip naar Noorwegen te verleggen. De Scharnhorst vertrok samen met de Prinz Eugen en drie torpedobootjagers vanuit Gotenhafen. De Britten hadden via ULTRA op tijd inlichtingen gekregen over de operatie en hielden zes onderzeeërs en vele eskaders van Coastal Command klaar voor een onderschepping. Toen de Duitsers de opbouw van die versterkingen detecteerden, werden de schepen teruggeroepen naar Gotenhafen.
Op 23 januari 1943 werd operatie Domino opgezet om Duitse schepen van en naar Noorwegen te krijgen. De Scharnhorst, Prinz Eugen en drie torpedobootjagers vertrokken vanuit Gotenhafen, Drie andere torpedobootjagers kwamen vanuit Kristiansand het eskader versterken. Vanuit de Altenfjord kwamen de beschadigde zware kruiser Admiral Hipper en de lichte kruiser Köln met een torpedobootjager richting Duitsland. Wanneer het eskader op 25 januari door de Britse verkenningsvliegtuigen ontdekt werd, keerden de Scharnhorst en Prinz Eugen terug naar de Baltische zee.
Pas op 8 maart 1943 werd een derde poging ondernomen met operatie Paderborn. De Scharnhorst maakte gebruik van een zware storm om ongemerkt naar Trondheim te varen. Alle vier de escorterende torpedobootjagers en vijf torpedoboten moesten tijdens de reis door het stormweer afhaken en gingen schuilen in een Noorse haven. De Britten konden niet inschatten wat de exacte plannen van deze operatie waren. Uit voorzorg tegen een Atlantische uitbraak werden opnieuw kruiserpatrouilles ingesteld in de passages vanuit Noorwegen naar de Noord-Atlantische Oceaan. Op hetzelfde moment was ook een arctisch konvooi onderweg en uit schrik dat dit konvooi aangevallen zou worden, werden twee vliegdekschepen en een slagschip paraat gehouden om in te grijpen. Op 11 maart wanneer de escorteschepen achterna gekomen waren verlegde de Scharnhorst samen met de Tirpitz naar Narvik, waar al de zware kruiser Lützow en de lichte kruiser Nürnberg gestationeerd waren. Op 24 maart verlegden de schepen naar de Altenfjord. Deze concentratie aan Duitse schepen dwong de Britten om de arctische konvooien tijdelijk stop te zetten. Daarmee behaalden de Duitsers een overwinning zonder slag te moeten leveren.
Op 9 september 1943 startte operatie Sizilien, een aanval van de Tirpitz samen met de Scharnhorst en negen torpedobootjagers tegen geallieerde doelen op Spitsbergen. De militaire waarde van de operatie was twijfelachtig, maar men wilde de bemanningen trainen en de schepen wat actie geven. De Tirpitz bombardeerde installaties bij Barentszburg, de Scharnhorst bij Longyearbyen. De torpedobootjagers zetten troepen aan land, die het Noorse garnizoen gevangen namen. De boordvliegtuigen werden met bommen uitgerust om ook deel te nemen aan het opsporen van doelen. Aangezien de Noren erin slaagden een noodsein uit te zenden, werd de operatie dezelfde dag afgerond en keerden de schepen snel terug. Deze operatie putte de Duitse stookolievoorraden uit. Normaal gezien wisselden de grote schepen regelmatig van ankerplaats uit voorzorg tegen aanvallen, maar zelfs voor deze kleine manoeuvres was nu geen stookolie meer genoeg.
Op 22 september 1943 lanceerden de Britten Operatie Source, een aanval met zakduikboten. Deze duikbootjes hadden geen torpedo's maar vervoerden twee krachtige zeemijnen van een kleine twee ton. De bedoeling was om zowel de Tirpitz, Scharnhorst als Lutzow aan te vallen, maar de Lutzow was al naar Duitsland teruggekeerd. Twee van de zes zakduikbootjes gingen onderweg naar Noorwegen verloren. De zakduikboot X10 die de Scharnhorst moest aanvallen, kreeg technische problemen en moest de aanval afbreken, zodat uiteindelijk alleen de Tirpitz werd aangevallen en tijdelijk uitgeschakeld. Daardoor was de Scharnhorst nu het enige grote operationele schip dat overbleef in Noorwegen. Mede daardoor besloten de geallieerden de arctische konvooien te hervatten in de winter van 1943. Admiraal Bruce Fraser hoopte dat deze konvooien de Scharnhorst tot een gevecht zouden verlokken zodat hij een kans kreeg om het schip op zee te vernietigen en definitief de dreiging van de Duitse vloot zou kunnen neutraliseren voor de arctische konvooien.

## Ondergang

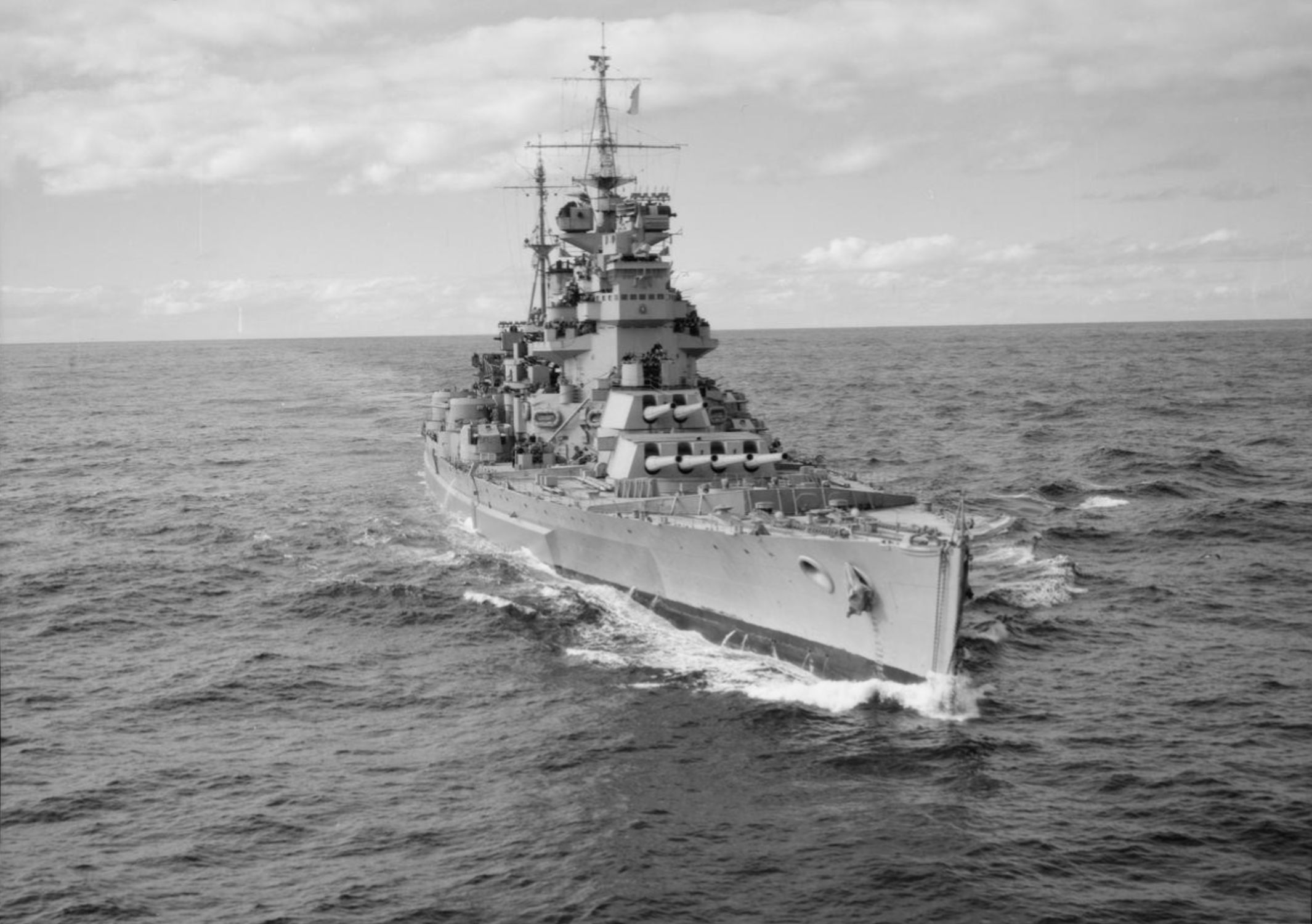
Het slagschip Duke of York

In november 1943 besloten de geallieerden opnieuw om arctische konvooien naar de Sovjet-Unie te sturen. De lange, donkere poolnachten zouden voor bescherming tegen verkenners en vliegtuigen zorgen, de Tirpitz was niet operationeel en het konvooi-escorte kon dus navenant beperkt worden. Een eerste konvooicyclus met de konvooien JW54A /B en de terugkerende konvooien RA54A/B verliep zonder incidenten. Om Hitler te bewijzen dat de grote schepen niet werkloos in de haven lagen, besloot de marineleiding bij de volgende gelegenheid wel een aanval uit voeren. De Scharnhorst kreeg vijf torpedobootjagers als escorte en dit eskader stond onder bevel van Erich Bey. Het eerste deel van het volgende konvooi JW55A kon ongehinderd van 12 december tot 21 december de arctische zee doorkruisen. Twee Britse eskaders verzorgden het escorte: het escorte bestond uit het 10e kruisersquadron onder bevel van admiraal Robert Burnett, met de zware kruisers Norfolk en de lichte kruisers Sheffield en Belfast, en de Home Fleet onder bevel van admiraal Bruce Fraser met het slagschip Duke of York en de lichte kruiser Jamaica die op afstand bleven en zo lang mogelijk onontdekt wilden blijven. Het tweede deel van het konvooi JW55B vertrok op 20 december. Vanaf 22 december werd het konvooi gevolgd door Duitse verkenningsvliegtuigen. Ook U-boten van de 'Eisenbart'-groep maakten contact met het konvooi. Dan kregen de Britten in de morgen van 26 december via 'ULTRA' het bericht door dat de Scharnhorst uitgelopen was in de avond van 25 december. Fraser leidde het konvooi uit voorzorg om en zijn plan was om zich met de Home Fleet tussen de Scharnhorst en zijn basis in Noorwegen te positioneren, zodat de terugweg afgesneden was en het Duitse schip het gevecht wel moest aangaan, waarna het door de Britse overmacht vernietigd kon worden.

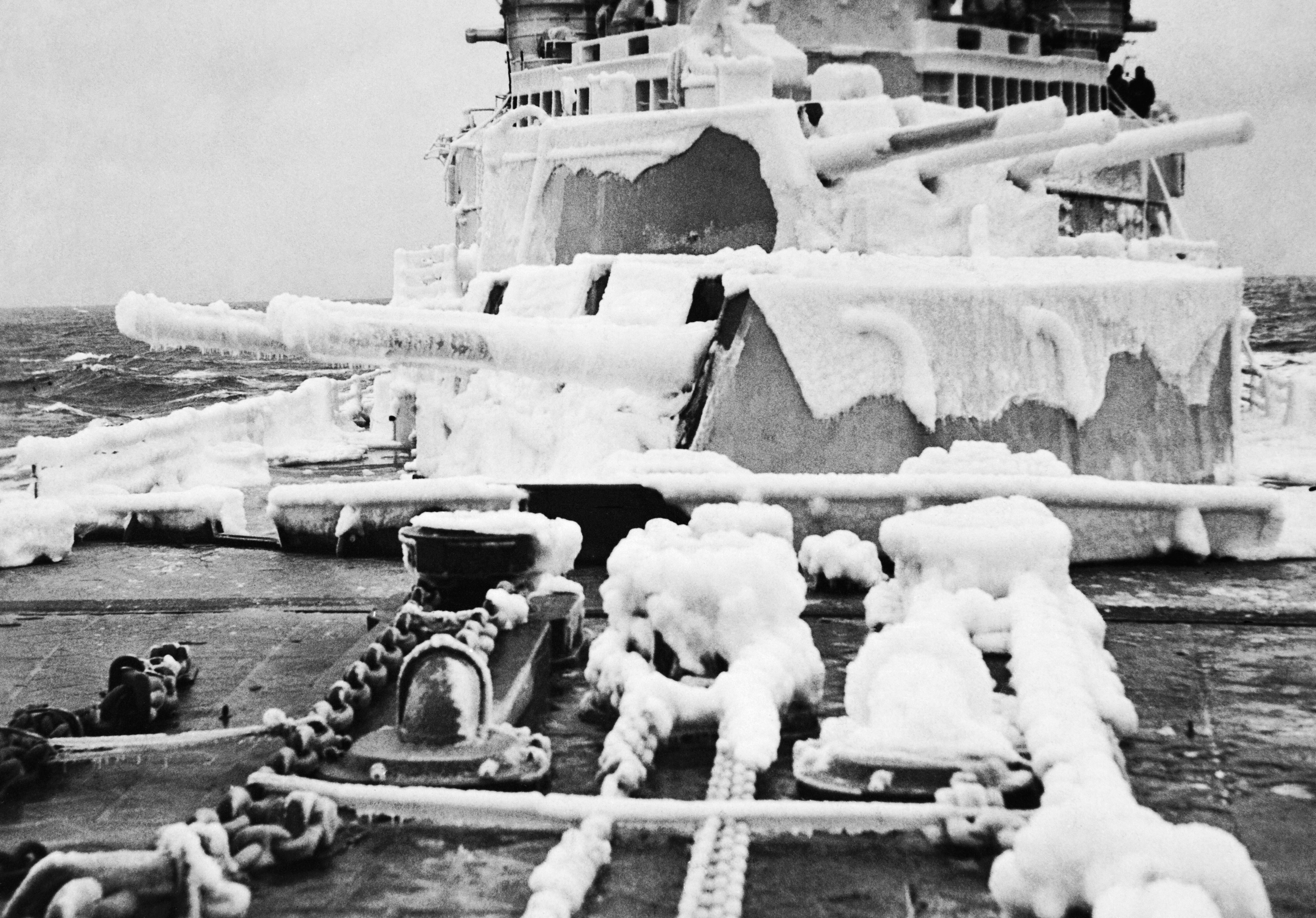
Deze foto van HMS Belfast geeft een idee van de omstandigheden waarin geopereerd werd in de Arctische Zee

Bey vertrok om 19.00 uur uit de Altenfjord. De U-boten waren het contact met het konvooi kwijtgeraakt, Bey voer op hoge snelheid in zwaar stormweer naar de gegiste positie van het konvooi, maar vond niets. Bey stuurde om 07.00 uur zijn escorterende torpedobootjagers weg op een zoekslag naar het konvooi, maar zonder resultaat, en in het zeer slechte weer konden ze ook de Scharnhorst niet meer terugvinden. De Duitse torpedobootjagers speelden bij de daaropvolgende gebeurtenissen dan ook geen rol meer en keerden de volgende ochtend terug naar Noorwegen. De Scharnhorst stuitte om 09.26 uur ten slotte wel op de kruisers van Burnett. Bij een korte schotenwisseling op een afstand van 10.000 meter, kon de Norfolk de belangrijkste radar van de Scharnhorst uitschakelen met een treffer.

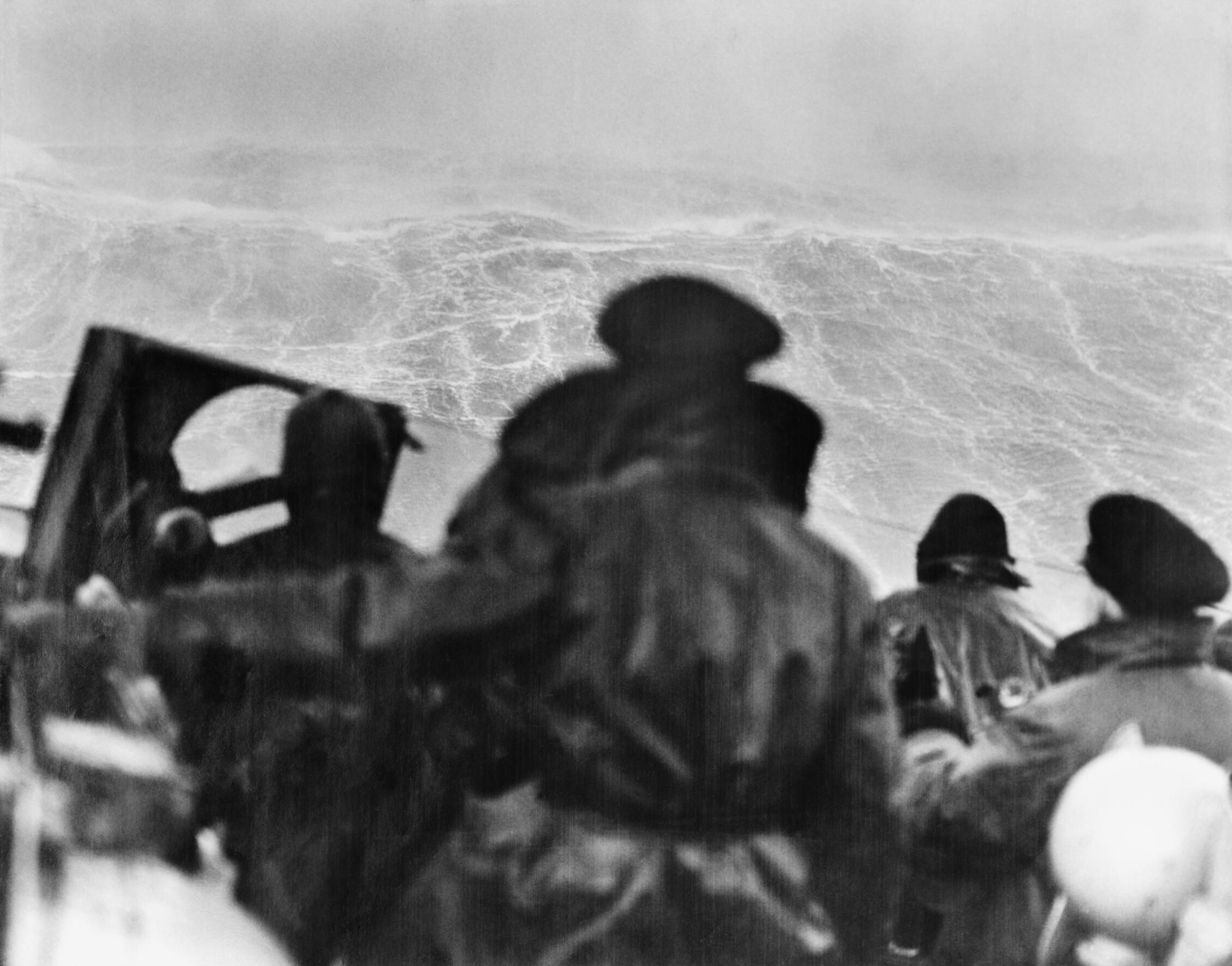
Een foto genomen vanaf de brug van de lichte kruiser HMS Sheffield. Ook deze foto geeft een idee hoe moeilijk het te opereren was in arctische omstandigheden

Bey brak daarop het gevecht af en koerste op hoge snelheid noordwaarts in een poging om de kruisers te omzeilen en verder naar het konvooi te zoeken. In het stormweer konden de kleinere kruisers de Scharnhorst niet bijhouden en ze verloren het contact. Burnett anticipeerde correct de volgende zet van de Scharnhorst: het Duitse slagschip viel om 12.20 uur vanuit het noordoosten aan en opnieuw konden de kruisers de Scharnhorst onderscheppen. Wederom volgde een kort artilleriegevecht waarbij de Scharnhorst de Norfolk twee keer kon treffen. Na de tweede onderschepping besefte Bey dat hij weinig kans maakte het konvooi nog te vinden en brak de operatie af. De Scharnhorst zette op hoge snelheid koers naar Noorwegen. De Britse kruisers probeerden de Scharnhorst te schaduwen, maar eerst moest de Norfolk afhaken wegens schade opgelopen door een van de treffers van de Scharnhorst en daarna kreeg ook de Sheffield machinepech en moest achterblijven. De Belfast bleef wel in contact en kon Fraser naar de Scharnhorst leiden.

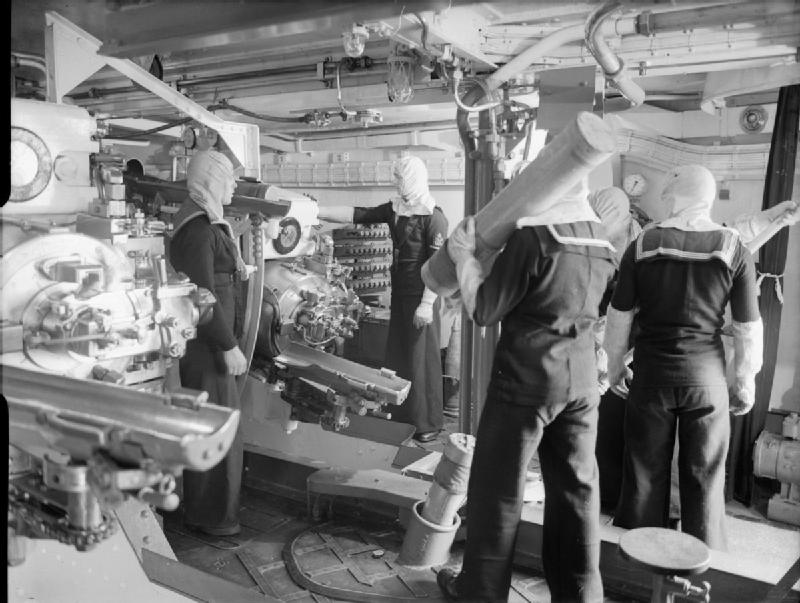
Binnenin een geschutstoren van de HMS Jamaica. De kanonnier houdt een lading cordiet vast waarmee een granaat afgeschoten wordt. Het cordiet was 'flashless' wat inhield dat er geen mondingsvuur zichtbaar was tijdens het afvuren. Daardoor verraadde de schutter zijn positie niet en had de Scharnhorst het moeilijk om accuraat terug te schieten.

Om 16.17 uur werd de Scharnhorst opgepikt door de radar van de Duke of York op een afstand van meer dan 40 km. Een half uur later was de afstand voldoende verkleind om de strijd te laten beginnen. Eerst vuurden de Belfast en het secundaire geschut van de Duke of York lichtgranaten af en om 16.52 uur opende de zware artillerie het vuur. Al bij het eerste salvo werd de voorste geschutstoren van de Scharnhorst geraakt en buiten gevecht gesteld. De Scharnhorst werd volledig verrast en begon pas om 16.56 uur terug te vuren met haar twee resterende geschutstorens. Het Duitse schip draaide af naar het oosten en probeerde op hoge snelheid te ontsnappen. De Duke of York gebruikte radargeleide artillerie en kon dertien treffers plaatsen die ook een tweede gevechtstoren van de Scharnhorst buiten gevecht stelde, maar door haar hogere snelheid in het stormweer leek de Scharnhorst te kunnen ontsnappen. De Duke of York raakte steeds verder achterop en ook de torpedobootjagers konden in het stormweer de Scharnhorst niet inhalen om een torpedoaanval uit te voeren.
Om 18.20 uur keerde het tij plots toen, op het moment dat de Scharnhorst buiten bereik van de vuurleidingsradar van de Duke of York dreigde te raken, een granaat het ketelruim trof en de snelheid van de Scharnhorst snel daalde. De vier torpedobootjagers van de Home Fleet liepen snel in en vielen aan. Minstens vijf torpedo's troffen doel en verhinderden dat de schade aan ketelruim en machines snel hersteld kon worden. De Duke of York bestookte de Scharnhorst opnieuw tussen 19.01 en 19.29 uur en de vele treffers stelden vrijwel alle kanonnen van de Scharnhorst buiten gevecht, en haar snelheid bleef zakken. Ten slotte werd het Duitse schip afgemaakt met torpedo's van de kruisers en hun vier begeleidende torpedobootjagers. Om 19.45 uur kapseisde de Scharnhorst na een explosie en zonk met draaiende schroeven. In het ijskoude water en in de donkere poolnacht konden slechts 36 van de 1.968 bemanningsleden worden gered.
Het wrak van de Scharnhorst is pas in het jaar 2000 ontdekt en ligt op een diepte van 300 meter op de vlakke bodem van de Barentszzee. De boeg van het schip bleek door een zware ontploffing van de romp te zijn gescheiden. Een ontploffing van het munitiemagazijn onder toren Bruno is hiervan waarschijnlijk de oorzaak.